# Чешские племена

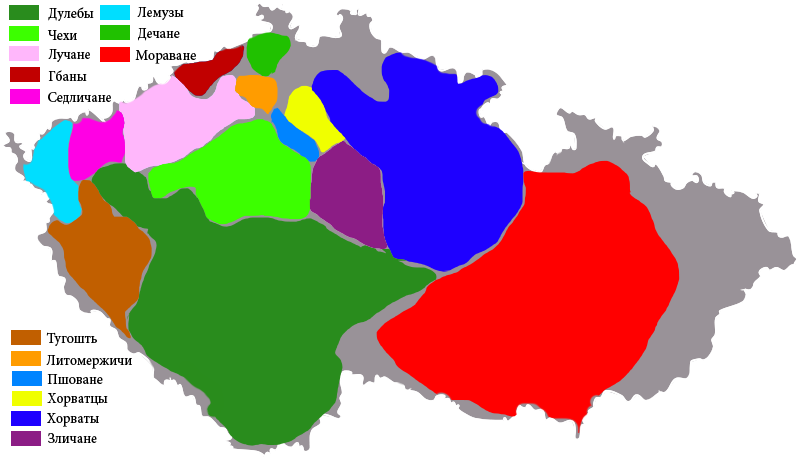
Местоположение средневековых чешских племён в границах современного государства Чехия.

Чешские племена — группа западнославянских племен, жившая в районе Чешской котловины рядом с племенами лехитов и лужичан. Название является условным, так как в летописях нигде не встречается племя «чехи» само по себе (в отличие от тех же полян), но если оно и существовало, то было немногочисленным. До сих пор непонятна этимология названия этнонима Чехи — возможно, это сокращенная форма слова *čelověkъ, то есть «член рода».

## Заселение славянами Чехии
Продвижение славян в Чехию относится к 1-й половине VI в., что надёжно подтверждается распространением здесь пражско-корчакской керамики. После ухода лангобардов в 568 году из Центральной Европы в Северную Италию славяне пражско-корчакской группы широко расселяются в бассейне верхнего течения Лабы; именно эти переселенцы и положили начало раннесредневековым чешским племенам.
Известны следующие чешские племена:
- чехи (Češi) — Средняя Чехия, по обоим берегам Влтавы;
- литомержичи (Litoměřici) — к северу от чехов, на правом берегу Лабы;
- дечане (Děčané) — к северу от литомержичей, на правом берегу Лабы;
- лемузы (Lemuzi) — к западу от дечан, на левом берегу Лабы;
- лучане (Lučané) — к северо-западу от чехов, в нижнем течении Огрже;
- седличане (Sedličané) — к западу от лучан, в среднем течении Огрже;
- гбаны (Hbané) — к западу от седличан, в верхнем течении Огрже;
- тугошть (Tuhošť), или домажличи (Domažlici) — Западная Чехия;
- дудлебы (Doudlebové) — Южная Чехия;
- зличане (Zličané) — к востоку от чехов;
- пшоване (Pšované) — к северо-востоку от чехов, на правом берегу Лабы;
- хорватцы (Charvátci) — к северо-востоку от пшован;
- хорваты (Charváti), или «чёрные хорваты» — к востоку от хорватцев и зличан.

На юго-востоке от чешских племён расселялись мораване (Moravané). На северо-востоке жили славянские племена Силезии:
слензане (Slezané), дедошане (Dědošané), бобряне (Bobřané), требовяне (Třebované).
В процессе заселения нынешней территории Чехии славянами имели место смешение и перегруппировка населения, причём к основному пражско-корчакскому массиву добавились переселенцы из антских земель. Если названия дудлебов и хорватов находят параллели в других частях славянского мира, то большинство названий других племён образованы от местных топонимов (так что эти племена были территориальными новообразованиями). При этом регионы расселения чешских племён практически не выделяются на основании археологических материалов, то есть вся совокупность этих племён представляла собой культурное единство.

## Письменные упоминания
Часть чешских племен упоминается в книге анонимного автора X в.:
Také Morava, Karvati, Sorbin, Lučanin, Ljachin, Krakar, Bojmin jsou pokládáni za potomky Dodanin"
В Пражском документе 1086 года, описывающем границы пражского епископства, были упомянуты:
Occidentem versus…Lucsane, Daciane…Ad Aquilonem…Psouane, Crouati et altera Chrouati, Zlasane, Trebouane, Bolorane etc.,
На этот же документ опирался и Козьма Пражский:
Pragensis episcopus Gebhardus saepe confratribus suis et Coepiscopis cae terisque Principibus nostris, ac novissime nobis conquestus est, quod Pragensis Episcopatus, qui ab initio per totum Bohemiae ac Moraviae Ducatum vnus et integer constitutus […] Termini autem eius (Pragensis sedis) occidentem versus hii sunt: Tugast, qui tendit ad medium fluminis Chub, Zelza, Zedlica Zedlicane, Liusena Lucsane, Dasena Daciane, Liutomerici Lutomirici, Lemuzi vsque ad mediam sylvam, qua Bohemia limitatur. Deinde ad aquilonalem hii sunt termini: Psouane, Ghrouati [Crouati] et altera Chrouati, Zlasane, Trebouane, Boborane, Dedosese Dedosesi usque ad mediam sylvam, qua Milcianorum occurrunt termini. Inde ad orientem hos fluvios habet terminos: Bug scilicet et Ztir cum Krakouia [Krakova] civitate, provinciaque, cui Wag nomen est, cum omnibus regionibus ad praedictam urbem pertinentibus, que Krakow est. Inde Ungarorum limitibus additis, usque ad montes, quibus nomen est Tritri [Tatri], dilatata procedit. Deinde in ea parte, quae Meridiem respicit, addita regione M o r a v i a usque ad fluvium, cui nomen est Wag, et ad mediam sylvam, cui nomen est Mudre [Muore], et eiusdem montis, eadem Parochia tendit qua Bavaria limitatur

## Быт и хозяйство чешских племён
Большинство поселений чешских племён представляют собой селища, однако с VIII в. в большом количестве строятся городища, состоявшие из града и предградья. Типичным примером служит расположенное на территории зличан городище Либице (в X в. оно служило резиденцией княжеского рода Славниковичей, а в 995 г. перешло в руки Пржемысловичей). Славянское поселение здесь возникло уже в VI в., с конца VIII в. появились первые укрепления, и тогда же возникло предградье.
Основу хозяйственной деятельности чешских племён составляли земледелие и животноводство. Земледелие было пашенным — использовались рала (с железными наконечниками и без таковых), а в качестве тягловой силы выступали лошади и волы. При раскопках поселения Бржезно в долине реки Огрже (основанного лангобардами, которых в середине VI в. сменили славяне) обнаружен следующий состав зерновых культур: 46 % — пшеница, 32 % — ячмень, 11 % — рожь, 10 % — овёс, 1 % — просо. Что касается животноводства, то по найденным на том же поселении остеологическим материалам восстанавливается такой состав стада: крупный рогатый скот — 52 %, свиньи — 22 %, овцы — 11 %, лошади — менее 2 %, куры — 10 %, утки — 2 %.
Погребальные памятники чешских племён VIII—X вв. представлены грунтовыми могильниками с трупоположениями. В типичном грунтовом могильнике, раскапывавшемся у села Башть под Прагой, имелось около сотни могил. Некоторые из них обозначены на поверхности выкладкой отдельных камней по их контурам; есть и могилы с каменными плитами, на которых выбиты кресты. Могилы содержат керамику, бусы (из стекла, янтаря или цветных металлов), бронзовые и серебряные височные кольца, серьги, железные ножи. В ареалах дудлебов и зличан встречаются курганные захоронения; в ранних курганах содержатся трупосожжения, которые с 1-й половины IX в. вытесняются трупоположениями, но вскоре отмирает и сам курганный обряд.
Как и для других славянских племён, входивших в пражско-корчакскую группировку, для женского головного убора чешских племён были характерны эсоконечные височные кольца — проволочные (или дротовые) кольца различного диаметра, у которых один конец завит в виде латинской буквы S. Носились они на висках одной или обеих частей головы, а прикреплялись, как правило, к налобной ленточной повязке или же к головному убору.

## Исторические судьбы чешских племён
В 623—658 гг. чешские племена входили в состав обширного, но непрочного государства Само.
С начала IX в. чешские земли становятся объектом захватнических устремлений франкских феодалов. В 805 г. Карл Великий послал в Чехию большое войско, которое двигалось по трём направлениям, а затем соединилось на р. Огрже и продвинулось за Лабу. Там оно осадило град Канбург (Канина вблизи Мельника). В сражениях погиб князь «боэманов» Лехо, однако поход успехом не увенчался. Последующие походы привели, однако, к тому, что чешские племена согласились выплачивать дань Франкской империи. В 817 г. Людовик II Немецкий унаследовал — вместе с баварским престолом — притязания на Чехию.
В январе 845 года 14 чешских князей, решив принять христианство, прибыли в Регенсбург к Людовику II Немецкому и были по его приказу крещены. Однако уже в следующем году они напали на его войско, возвращавшееся из похода на Моравию (чем этот эпизод с чешским христианством и закончился).
Письменные источники IX в. упоминают о двух политических объединениях чешских племён — Богемском и Хорватском союзах. Согласно «Франкским анналам», в Богемском союзе вокруг чехов объединились литомержичи, лемузы, лучане, седличане, гбаны и зличане. Часть племён была включена в этот союз силой: так, «Хроника Козьмы Пражского» упоминает о победе на Туровском поле чешского войска во главе с Честимиром над войском лучан, возглавляемом князем Влатиславом.
В 880-е гг. чешские земли оказываются в подчинении у великоморавского князя Святополка [870—894]. Святополк избрал своим ставленником в Чехии среднечешского князя Борживоя из рода Пржемысловичей. Поскольку Борживой в 883 г. принял от архиепископа Мефодия крещение, сделав это без согласия сейма, то был низложен, а сейм выбрал другого князя — по имени Строймир. Однако в 884 г. Святополк вновь посадил своего ставленника на трон и утвердил его верховенство над прочими князьями; Борживой, одержав победу над сеймом, построил в 884—885 гг. на старом сеймовом поле свою крепость (современный Пражский Град).
Когда Борживой умер (889), Святополк сам занял чешский престол; однако после его смерти (894) Чехия отложилась от Великой Моравии и признала сюзеренитет восточно-франкского короля Арнульфа [887—899]. Во главе князей, которые в 895 г. принесли в Регенсбурге вассальную присягу восточно-франкскому королю Арнульфу, стояли некий Витислав и сын Борживоя Спытигнев I [894—915].
В X—XI вв. происходит процесс стирания различий между чешскими племенами, объединёнными под властью Пржемысловичей; племенная структура сходит со сцены, и постепенно формируется чешская народность, унаследовавшая название одного из племён.